# Pardosa baxianensis
Pardosa baxianensis är en spindelart som beskrevs av Wang och Song 1993. Pardosa baxianensis ingår i släktet Pardosa och familjen vargspindlar. Inga underarter finns listade i Catalogue of Life.